# Antoine Dénériaz
Antoine Dénériaz (* 6. března 1976, Bonneville, Francie) je bývalý francouzský alpský lyžař, který se specializoval na sjezd a superobří slalom.
Ve sjezdu se stal nečekaným olympijským vítězem na hrách v Turíně roku 2006. Jeho nejlepším umístěním na mistrovství světa bylo osmé místo v roce 2003, ve Světovém poháru vyhrál tři závody a jeho nejlepším celkovým umístěním bylo šesté místo ve sjezdu roku 2003. Závodní kariéru ukončil v roce 2007. Jeho manželka Claudia Rieglerová byla rovněž alpskou lyžařkou.